# FF USV Jena

Az FF USV Jena, teljes nevén Frauenfußball Universitätssportverein Jena e. V. egy német női labdarúgócsapat, amely a német női első osztályban szerepel.

A klub korábbi címere

2020-ban egyesült az FC Carl Zeiss Jena labdarúgóklubjával és azóta a klub női szakosztályaként működik.

## Stadion
Hazai mérkőzéseiknek az Ernst-Abbe-Sportfeld stadion ad otthont.

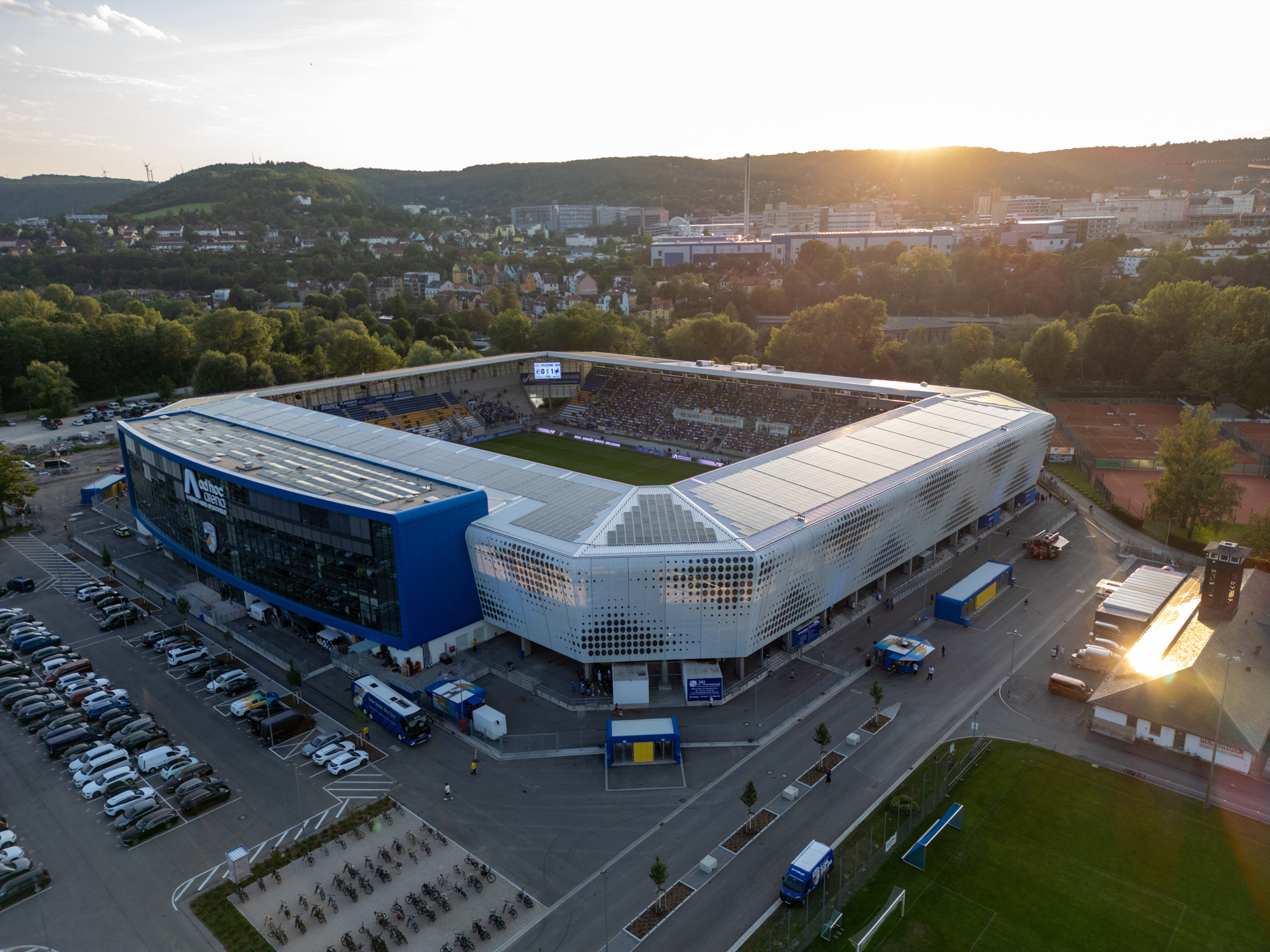
Erns-Abbe-Sportfeld

## Játékoskeret
2025. augusztus 19-i állapotnak megfelelően.
| #  |     | Poszt | Név             |
| -- | --- | ----- | --------------- |
| 1  | GER | K     | Jasmin Janning  |
| 9  | GER | K     | Julia Kassen    |
| 12 | GER | K     | Sofie Lehmann   |
| 24 | GER | K     | Laura Kiontke   |
| 2  | GER | V     | Bente Fischer   |
| 3  | GER | V     | Toma Ihlenburg  |
| 4  | GER | V     | Anika Metzner   |
| 5  | NZL | V     | Suya Haering    |
| 8  | GER | V     | Felicia Sträßer |
| 14 | GER | V     | Anja Heuschkel  |
| 16 | GER | V     | Lisa Gora       |
| 27 | GER | V     | Gwen Mummert    |
| 31 | GER | V     | Nelly Juckel    |
| 6  | GER | KP    | Nike Andersson  |
| 10 | MNE | KP    | Merza Julević   |
| 17 | GER | KP    | Rieke Tietz     |

| #  |     | Poszt | Név                 |
| -- | --- | ----- | ------------------- |
| 19 | GER | KP    | Hannah Lehmann      |
| 22 | GER | KP    | Fiona Gaißer        |
| 25 | GER | KP    | Noemi Gentile       |
| 7  | GER | CS    | Melina Reuter       |
| 11 | GER | CS    | Hannah Mesch        |
| 18 | AUS | CS    | Anna Margraf        |
| 23 | GHA | CS    | Josephine Bonsu     |
| 24 | GER | CS    | Isabella Jaron      |
| 28 | GER | CS    | Emily Reske         |
| 30 | SUI | CS    | Elena Muhlemann     |
| 5  | GER | V     | Jalysa Stechemesser |
| 15 | GER | V     | Luise Wildner       |
| 20 | GER | V     | Luca Birkholz       |
| 6  | GER | KP    | Jenny Beyer         |
| 17 | GER | CS    | Nicole Woldmann     |

## Korábbi híres játékosok
| - Julia Arnold - Sylvia Arnold - Anna Blässe - Jana Burmeister - Vanessa Fudalla - Melanie Groll - Ivonne Hartmann - Griseldis Meißner - Kathrin Längert - Kathleen Radtke - Tessa Rinkes - Steffi Scheitler - Carolin Schiewe - Sabrina Schmutzler - Maren Tellenbröker | - Susann Utes - Anna Weiß - Doreen Meier - Heidi Vater - Petra Weschenfelder - Hannah Keane - Nike Winter - Jitka Chlastáková - Jana Sedláčková - Genoveva Añonma - Carol - Adjoa Bayor - Mirte Roelvink - Iva Landeka - Tiffany Cameron | - Erin McLeod - Amelia Pietrangelo - Shannon Woeller - Donika Grajqevci - Dolores Silva - Laura Luís - Jackie Cruz - Stenia Michel - Lara Keller - Fata Salkunič - Abby Erceg - Amber Hearn - Ria Percival - Aimee Phillips |

## Külső hivatkozások
- Az FF USV Jena honlapja